# ソルゴノ
ソルゴノ（イタリア語: Sorgono）は、イタリア共和国サルデーニャ自治州ヌーオロ県にある、人口約1,600人の基礎自治体（コムーネ）。

## 地理

### 位置・広がり

#### 隣接コムーネ
隣接するコムーネは以下の通り。括弧内のORはオリスターノ県所属を示す。
- アッツァーラ
- アウスティス
- ベルヴィ
- ネオネーリ (OR)
- オルトゥエーリ
- サムゲーオ (OR)
- ティーアナ
- トナーラ